# Apricot Stone
Apricot Stone (armensk: Ծիրանի Կորիզ) er en sang af den russisk-armenske sangerinde Eva Rivas.

## Eurovision Song Contest 2010
Sangen repræsenterede Armenien i Eurovision Song Contest 2010 i Oslo, Norge. Sangen gik videre fra anden semifinale, og kom på en 7. plads med 141 point i finalen.